# Yū Yamada
Yū Yamada (山田優 Yamada Yū?, Onna, Prefectura de Okinawa; 5 de julio de 1984) es una modelo, actriz y cantante, más conocida por su trabajo en la revista CanCam.

## Carrera
Yamada se graduó de la Academia de Actuación de Okinawa. En 1999, trabajaba como modelo para la revista japonesa de modas CanCam bajo un contrato exclusivo, incluso trabajó como vocalista en el grupo y'z factory (conformado por otros dos estudiantes de su academia) lanzando un total de seis sencillos y un álbum. En 2002 el grupo se disolvió. 
Seguido de la ruptura del grupo, Yamada comenzó con la televisión, haciendo su debut como actriz en el 2001 en el dorama Kabachitare! que le dio la oportunidad de interpretar roles en otros doramas como Kange! Danjiki Goikkosama, y  Orange Days  así como otros trabajos para NTV’s Minna no Terebi y Fuji TV’s F1 Grand Prix. Apareció también en algunas películas actuando junto a varias prominentes estrellas como Ryuhei Matsuda, Hiroki Narimiya y Shugo Oshinari. 
Yamada incluso ha aparecido en publicidad de la línea de comida instantánea Nissin, Ezaki Glico, los teléfonos celulares Vodafone, la línea de cosméticos Kanebo, Canon y más recientemente en los sistemas de navegación Fujitsu Ten. 
En 2006 hizo su debut como solista con el sencillo "REAL YOU" que fue usado como tema principal de la película Akihabara@DEEP (Protagonizada por ella) y se colocó en el lugar #10 del  Oricon Charts.

## Discografía

### Singles
| Single #      | Información del sencillo                                                                         | Copias vendidas |
| ------------- | ------------------------------------------------------------------------------------------------ | --------------- |
| Primer single | REAL YOU - Lanzamiento: September 20 2006 - Oricon Top 100 Weekly Peak: # 10 - Del álbum:        | 23,000          |
| Segundo       | EYES ON ME - Lanzamiento: March 7 2007 - Oricon Top 100 Weekly Peak: # 30 - Del álbum:           | 5,079+          |
| Tercero       | Fly So High - Lanzamiento: June 13 2007 - Oricon Top 100 Weekly Peak: # 27 - Del álbum:          | 3,581+          |
| Cuarto        | Fiesta! Fiesta! - Lanzamiento: September 05 2007 - Oricon Top 100 Weekly Peak: # 47 - Del álbum: | 3,054+          |

## Filmografía

### Películas
- ROUTE 58 (2003) as Rin.
- Kiseki wa Sora Kara Futte Kuru (2005) como Reiko Aoyama.
- Akihabara@DEEP (2006) as Akira.
- Pulukogi (2007)
- Surf's Up (Doblaje al Japonés) (2007) como Lani Aliikai.
- Kanna-san, Daiseiko Desu!'' (2008) como Kanna.
- Nodame Cantabile Movie II (2010)
- Nodame Cantabile Movie I (2009)

### Dramas
- Kabachitare! (2001)
- Kindaichi Shounen no Jikenbo (2001)
- Kangei Danjiki Goikkou-sama (2001)
- Shiawase no Shippo (2002)
- Cosmetic (2003)
- Aisuru Tame ni Aisaretai Loved to Love (2003)
- Sore wa, Totsuzen, Arashi no youni... (2004)
- Orange Days (2004)
- Be-Bop High School (2004)
- Nihon no Kowai Yoru "Daiseikubi" (2004)
- X'mas Nante Daikirai (2004)
- Tales of Japan (2004)
- Be-Bop High School 2 (2005)
- Fukigen na Gene (2005)
- Yume de Aimashou (2005)
- Yonimo Kimyona Monogatari "Happunkan" (2005)
- Satomi Hakenden" (2006)
- Tsubasa no Oreta Tenshitachi "Actress" (2006)
- Zenibana (2006)
- Damens' Walker (2006)
- Karei ni Naru Ichizoku (2007)
- Zenibana 2 (2007)
- Nodame Cantabile in Europe (2008)
- Binbō Danshi (2008)
- Seigi no Mikata (2008)
- Nodame Cantabile (Especial) (2008)
- Gokusen 3 (2008)
- Mei-chan no Shitsuji (2009)

### Anime
- Paradise Kiss (2005) como Yukari Hayasaka.

## Trivia
- Su madre, Yamada Mikako, fue la primera "Miss Okinawa".
- Su hermano, Yamada Shintaro, debutó como modelo en julio de 2006 y como actor en junio de 2007.
- Es la mayor de tres hermanos, su hermano Shintaro es el segundo y tiene otro hermano menor.